# ノルディ・ムキエレ
- ノルディ・ミュキエレ

ノルディ・ムキエレ（Nordi Mukiele，1997年11月1日 - ）は、フランス・モントルイユ出身のサッカー選手。プレミアリーグ・サンダーランドAFC所属。ポジションはディフェンダー。

## 経歴
コンゴ民主共和国出身の両親を持ち、フランスで生まれた。
モンペリエHSCでは2016-17シーズンの前半戦で19試合に出場し13失点に抑える。
2018年夏にRBライプツィヒに移籍した。
2022年7月26日、パリ・サンジェルマンFCと5年契約を結んだ。
2024年8月29日、バイエル・レバークーゼンにレンタル移籍した。
2025年8月17日、イングランドのサンダーランドAFCに完全移籍し、4年契約を結んだ。BBCスポーツによれば移籍金は1200万ポンドとされている。